# アブドラ・アブカル・ムハンマド
アブドラ・アブカル・ムハンマド（Abdullah Abkar Mohammed、1997年1月1日 ‐ ）は、サウジアラビアの陸上競技選手。専門は短距離走。100mの自己ベスト10秒03。同種目のサウジアラビア記録保持者。

## 経歴

### 2016年
3月のポートランド世界室内選手権男子60m予選を6秒64の自己ベストで突破し、世界大会初出場ながらこの種目でサウジアラビア勢初のセミファイナリストとなった（準決勝は6秒68で敗退）。
4月15日のマウント・サック・リレー (Mt. SAC Relays) に出場すると、男子100mにおいて10秒04（+1.9）の自己ベストをマークし、サレム・ムバラク・アル＝ヤミの持つサウジアラビア記録（10秒13）を上回った。200mでは追い風参考記録ながらサウジアラビア記録（20秒42）を上回る20秒29（+2.7）の好タイムをマークした。
100mのU20今季世界最高記録保持者、U20アジア記録保持者として臨んだ6月のアジアジュニア選手権男子100mは10秒45の3位に終わると、7月の世界U20選手権には男子100mと200mにエントリーしていたが出場しなかった。
オリンピックデビューとなった8月のリオデジャネイロオリンピック男子100mは予選で10秒26（-0.1）に終わり、準決勝に進出するには0秒06及ばなかった。

## 自己ベスト
記録欄の（　）内の数字は風速（m/s）で、+は追い風を意味する。
| 種目 | 記録           | 年月日        | 場所         | 備考               |
| 屋外 | 屋外           | 屋外          | 屋外         | 屋外               |
| ---- | -------------- | ------------- | ------------ | ------------------ |
| 100m | 10秒03 (+1.2)  | 2018年6月30日 | パリ         | サウジアラビア記録 |
| 200m | 20秒90 (+1.3)  | 2018年4月21日 | トーランス   |                    |
| 200m | 20秒29w (+2.7) | 2016年4月15日 | ノーウォーク | 追い風参考記録     |
| 室内 |                |               |              |                    |
| 60m  | 6秒60          | 2018年2月3日  | ニューヨーク |                    |

## 主要大会成績
備考欄の記録は当時のもの
| 年   | 大会                           | 場所             | 種目    | 結果   | 記録          | 備考                     |
| ---- | ------------------------------ | ---------------- | ------- | ------ | ------------- | ------------------------ |
| 2016 | 世界室内選手権                 | ポートランド     | 60m     | 準決勝 | 6秒68         | 予選6秒64：自己ベスト    |
| 2016 | アジアジュニア選手権 (en)      | ホーチミン       | 100m    | 3位    | 10秒45        |                          |
| 2016 | アジアジュニア選手権 (en)      | ホーチミン       | 200m    | 準決勝 | DNS           | 予選21秒71               |
| 2016 | オリンピック                   | リオデジャネイロ | 100m    | 予選   | 10秒26 (-0.1) |                          |
| 2017 | イスラム諸国連帯 競技大会 (en) | バクー           | 100m    | 準決勝 | 10秒51 (+0.3) |                          |
| 2017 | イスラム諸国連帯 競技大会 (en) | バクー           | 4x100mR | 6位    | 40秒61 (4走)  |                          |
| 2017 | アラブ選手権 (en)              | ラデス           | 100m    | 優勝   | 10秒38        |                          |
| 2017 | 世界選手権                     | ロンドン         | 100m    | 予選   | 10秒31 (+0.9) |                          |
| 2017 | アジアインドアゲームズ (en)    | アシガバート     | 60m     | 決勝   | DQ            | フライング / 準決勝6秒67 |
| 2017 | アジアインドアゲームズ (en)    | アシガバート     | 4x400mR | 予選   | DQ (4走)      | フライング               |
| 2018 | 世界室内選手権                 | バーミンガム     | 60m     | 準決勝 | 6秒63         |                          |
| 2018 | アジア大会                     | ジャカルタ       | 100m    | 4位    | 10秒10 (+0.8) |                          |